# Bruce Buck
 (décembre 2010).
Si vous disposez d'ouvrages ou d'articles de référence ou si vous connaissez des sites web de qualité traitant du thème abordé ici, merci de compléter l'article en donnant les références utiles à sa vérifiabilité et en les liant à la section « Notes et références ».
Bruce M. Buck, né en mars 1946, est un avocat américain. Il était président du Chelsea Football Club jusqu'au 30 juin 2022, et est le cofondateur du cabinet d'avocats  Skadden, Arps, Slate, Meagher & Flom. Ses domaines de pratique sont les fusions et acquisitions européennes et la finance des projets et des marchés financiers.

## Carrière
Bruce Buck pratique le droit en Europe depuis 1983. Il quitte New York pour l'Angleterre en 1983 pour une « visite classique du devoir » de deux ou trois ans avec son ancien cabinet d'avocats White & Case. Cinq ans plus tard, il a été recruté par M & A spécialistes Skadden Arps de développer les pratiques européennes cabinet du partir de zéro. Il est resté depuis lors. En tant que partenaire responsable de bureaux européens de Skadden, son travail comprend une large gamme de transactions sur les marchés des capitaux de la zone européenne. 

### Président du Chelsea FC
La participation de Buck avec Chelsea a commencé par sa position en tant que chef européen du cabinet d'avocats américain Skadden, Arps, Slate, Meagher & Flom. Skadden Arps spécialise dans les fusions, les acquisitions et les transactions du marché des capitaux, et Buck avait personnellement fait un travail juridique sur un certain nombre d'acquisitions pour la société russe Oil (Sibneft), par lequel il est venu pour conseiller le milliardaire russe Roman Abramovich. Ce dernier était autrefois l'actionnaire majoritaire de Sibneft.
L'acquisition pour 140 millions de livres de l'ensemble des actions en circulation de la London Stock Exchange PLC, société cotée Chelsea Football Club Village, a été sa première expérience de prise en charge d'un club de football.
Le 20 juin 2022, il quitte son poste de président.